# Il montone a cinque zampe
Il montone a cinque zampe (Le Mouton à cinq pattes) è un film del 1954 diretto da Henri Verneuil.

## Riconoscimenti
- 1954 - Festival del cinema di Locarno
  - Premio della Giuria internazionale della critica